# علقاوات
العلقاوات (الاسم العلمي: Hirudininae) هي أسرة من الحيوانات تتبع فصيلة العلقية من رتبة اليعلوقيات اللاخطمية.

## أجناس
- العلقة